# Comté de Marion (Caroline du Sud)
Pour les articles homonymes, voir Comté de Marion.
Le comté de Marion est l’un des 46 comtés de l’État de Caroline du Sud, aux États-Unis. Nommé en hommage à Francis Marion, un général de l'Armée continentale dans la guerre d'indépendance des États-Unis, il a été fondé en 1800. Son siège est la ville de Marion. Selon le recensement de 2010, la population du comté est de 33 062 habitants.

## Géographie
Le comté a une superficie de 1 280 km², dont 1 267 km² de surfaces terrestres. 

## Démographie
| 1800  | 1810  | 1820   | 1830   | 1840   | 1850   |
| ----- | ----- | ------ | ------ | ------ | ------ |
| 6 914 | 8 884 | 10 201 | 11 208 | 13 932 | 17 407 |

| 1860   | 1870   | 1880   | 1890   | 1900   | 1910   |
| ------ | ------ | ------ | ------ | ------ | ------ |
| 21 190 | 22 160 | 34 107 | 29 976 | 35 181 | 20 596 |

| 1920   | 1930   | 1940   | 1950   | 1960   | 1970   |
| ------ | ------ | ------ | ------ | ------ | ------ |
| 23 721 | 27 221 | 30 107 | 33 110 | 32 014 | 30 270 |

| 1980   | 1990   | 2000   | 2010   | - | - |
| ------ | ------ | ------ | ------ | - | - |
| 34 179 | 33 899 | 35 466 | 33 062 | - | - |

## Principales villes
- Brittons Neck
- Centenary
- Gresham
- Marion
- Mullins
- Nichols
- Rains
- Sellers
- Temperance Hill